# Fabian Quadrantinus
Fabian Quadrantinus (Dreiloth, Kwadrantyn, błędnie Viertel; ur. 1549 w Starogardzie Gdańskim, zm. 6 marca 1605 w Braniewie) – jezuita, pisarz polemiczny.
Urodził się w rodzinie wyznania ewangelickiego. Studiując w Braniewie, został katolikiem i wstąpił do zakonu jezuitów. Następnie wysłany do Rzymu, był domownikiem Hozjusza, a po powrocie do kraju kaznodzieją w Poznaniu, Krakowie i Braniewie, uczył teologii w Poznaniu, potem był spowiednikiem Anny, żony Zygmunta III, a po jej śmierci wrócił do Braniewa i tam zmarł. 
Ogłosił drukiem: Palinodiae sive revocationes VII, cum en lutherano factus esset catholicus (Kolonia, 1571; 2 wydanie tamże, 1598); Speculum pietatis continens vitam Annae Austriacae Poloniae et Sueciae Reginae (Braniewo, 1601; 2 wydanie tamże, 1606).